# AC Milán 2005/2006
Tento článek se podrobně zabývá událostmi ve fotbalovém klubu AC Milán v sezoně 2006/07 a jeho působení v nejvyšší lize, domácího poháru a v lize mistrů UEFA.

## Realizační tým
| Post                                    | Jméno                              |
| --------------------------------------- | ---------------------------------- |
| Hlavní trenér                           | Carlo Ancelotti                    |
| Asistent trenéra                        | Mauro Tassotti                     |
| Trenér brankářů                         | William Vecchi a Benjamino Abate   |
| Sportovní trenéři                       | Daniele Tognaccini, Giovanni Mauri |
| Klubové vedení                          |                                    |
| Prezident klubu                         | žádný prezident                    |
| Zástupce prezidenta a generální ředitel | Adriano Galliani                   |
| Zástupce prezidenta klubu               | Paolo Berlusconi, Gianni Nardi     |
| Sportovní ředitel                       | Ariedo Braida                      |
| Vedoucí klubu                           | Silvano Ramaccioni                 |

## Soupiska
Aktuální k datu 30. června 2006.
| Číslo | Pozice | Nár.                   | Hráč                  | Datum narození a věk        | Od roku | Předchozí angažmá | Poznámka      |
| ----- | ------ | ---------------------- | --------------------- | --------------------------- | ------- | ----------------- | ------------- |
| 1     | B      | Brazílie               | Dida                  | 7. října 1973 (51 let)      | 2000    | Corinthians       |               |
| 2     | O      | Brazílie               | Cafu                  | 7. června 1970 (55 let)     | 2003    | Řím               |               |
| 3     | O      | Itálie                 | Paolo Maldini         | 26. června 1968 (57 let)    | 1984    | Juniorka          |               |
| 4     | O      | Gruzie                 | Kacha Kaladze         | 27. února 1978 (47 let)     | 2001    | Kyjev             |               |
| 5     | O      | Itálie                 | Alessandro Costacurta | 24. dubna 1966 (59 let)     | 1986    | Juniorka          |               |
| 7     | Ú      | Ukrajina               | Andrij Ševčenko       | 29. září 1976 (48 let)      | 1999    | Kyjev             |               |
| 8     | Z      | Itálie                 | Gennaro Gattuso       | 9. ledna 1978 (47 let)      | 1999    | Salernitana       |               |
| 9     | Ú      | Itálie                 | Filippo Inzaghi       | 9. srpna 1973 (51 let)      | 2001    | Juventus          |               |
| 10    | Z      | Portugalsko            | Rui Costa             | 29. března 1972 (53 let)    | 2001    | Fiorentina        |               |
| 11    | Ú      | Itálie                 | Alberto Gilardino     | 5. července 1982 (43 let)   | 2005    | Parma             |               |
| 12    | B      | Itálie                 | Valerio Fiori         | 27. dubna 1969 (56 let)     | 1999    | Piacenza          |               |
| 13    | O      | Itálie                 | Alessandro Nesta      | 19. března 1976 (49 let)    | 2002    | Lazio             |               |
| 14    | Z      | Švýcarsko              | Johann Vogel          | 8. března 1977 (48 let)     | 2005    | Eindhoven         |               |
| 16    | B      | Austrálie · Chorvatsko | Željko Kalac          | 16. prosince 1972 (52 let)  | 2005    | Perugia           |               |
| 17    | O      | Chorvatsko             | Dario Šimić           | 12. listopadu 1975 (49 let) | 2002    | Inter             |               |
| 18    | O      | Česko                  | Marek Jankulovski     | 9. května 1977 (48 let)     | 2005    | Udinese           |               |
| 20    | Z      | Nizozemsko · Surinam   | Clarence Seedorf      | 1. dubna 1976 (49 let)      | 2002    | Inter             |               |
| 21    | Z      | Itálie                 | Andrea Pirlo          | 19. května 1979 (46 let)    | 2001    | Inter             |               |
| 22    | Z      | Brazílie               | Kaká                  | 22. dubna 1982 (43 let)     | 2003    | São Paulo         |               |
| 23    | Z      | Itálie                 | Massimo Ambrosini     | 29. května 1977 (48 let)    | 1995    | Cesena            |               |
| 27    | Z      | Brazílie               | Serginho              | 27. června 1971 (54 let)    | 1999    | São Paulo         |               |
| 31    | O      | Nizozemsko             | Jaap Stam             | 17. července 1972 (52 let)  | 2004    | Lazio             |               |
| 32    | Ú      | Itálie · Austrálie     | Christian Vieri       | 12. července 1973 (52 let)  | 2005    | Inter             | odešel v zimě |
| 37    | Ú      | Brazílie · Itálie      | Márcio Amoroso        | 5. července 1974 (51 let)   | 2006    | São Paulo         | přišel v zimě |
| 41    | Ú      | Itálie                 | Matteo Ardemagni      | 26. března 1987 (38 let)    | 2005    | Juniorka          |               |
| 46    | O      | Itálie                 | Lino Marzorati        | 12. října 1986 (38 let)     | 2005    | Juniorka          |               |

### Změny v kádru v letním přestupovém období 2005[2]
| Přišli do týmu | Přišli do týmu         | Přišli do týmu            | Přišli do týmu | Přišli do týmu        | Přišli do týmu     | Přišli do týmu | Odešli z týmu | Odešli z týmu        | Odešli z týmu             | Odešli z týmu | Odešli z týmu          | Odešli z týmu      | Odešli z týmu |
| Pozice         | Nár.                   | Hráč                      | Věk            | Odkud přišel          | Typ                | Cena           | Pozice        | Nár.                 | Hráč                      | Věk           | Kam odešel             | Typ                | Cena          |
| B              | Řecko                  | Dīmītrios Eleutheropoulos | 28             | FC Messina Peloro     | přestup            | zadarmo        | B             | Itálie               | Christian Abbiati         | 28            | Juventus FC            | hostování          | zadarmo       |
| B              | Austrálie · Chorvatsko | Željko Kalac              | 32             | Perugia Calcio        | přestup            | zadarmo        | B             | Řecko                | Dīmītrios Eleutheropoulos | 28            | AS Řím                 | hostování          | zadarmo       |
| O              | Itálie                 | Ignazio Abate             | 18             | SSC Neapol            | návrat z hostování |                | O             | Itálie               | Ignazio Abate             | 18            | Piacenza FC            | hostování          |               |
| O              | Senegal                | Mohammud Adama Sarr       | 21             | ACD Città di Vittoria | hostování          |                | O             | Senegal              | Mohammud Adama Sarr       | 21            | Standard Lutych        | přestup            | zadarmo       |
| Z              | Gabon                  | Catiline Aubameyang       | 21             | AC Ancona             | návrat z hostování |                | O             | Itálie               | Romano Perticone          | 18            | AC Pizzighettone       | hostování          |               |
| Z              | Itálie                 | Samuele Dalla Bona        | 24             | US Lecce              | návrat z hostování |                | O             | Brazílie             | Digão                     | 19            | Rimini FC              | hostování          |               |
| Z              | Česko                  | Marek Jankulovski         | 28             | Udinese Calcio        | přestup            | 8,5 mil. Euro  | O             | Nizozemsko · Surinam | Harvey Esajas             | 31            | AC Legnano             | přestup            | zadarmo       |
| Z              | Švýcarsko              | Johann Vogel              | 28             | PSV Eindhoven         | přestup            | zadarmo        | O             | Itálie               | Giuseppe Pancaro          | 33            | ACF Fiorentina         | přestup            | zadarmo       |
| Ú              | Itálie                 | Marco Borriello           | 23             | Reggina Calcio        | návrat z hostování |                | Z             | Gabon                | Catiline Aubameyang       | 21            | FC Lugano              | hostování          |               |
| Ú              | Itálie                 | Alberto Gilardino         | 23             | Parma FC              | přestup            | 25 mil. Euro   | Z             | Itálie               | Samuele Dalla Bona        | 24            | UC Sampdoria           | hostování          |               |
| Ú              | Itálie · Austrálie     | Christian Vieri           | 31             | FC Inter Milán        | přestup            | zadarmo        | Z             | Itálie               | Cristian Brocchi          | 29            | ACF Fiorentina         | hostování          |               |
|                |                        |                           |                |                       |                    |                | Z             | Itálie               | Marco Donadel             | 22            | ACF Fiorentina         | přestup            | 1,3 mil. Euro |
|                |                        |                           |                |                       |                    |                | Z             | Francie              | Vikash Dhorasoo           | 31            | Paris Saint-Germain FC | přestup            | 3,2 mil. Euro |
|                |                        |                           |                |                       |                    |                | Ú             | Itálie               | Marco Borriello           | 23            | UC Sampdoria           | hostování          |               |
|                |                        |                           |                |                       |                    |                | Ú             | Argentina            | Hernán Crespo             | 29            | Chelsea FC             | návrat z hostování |               |
|                |                        |                           |                |                       |                    |                | Ú             | Dánsko               | Jon Dahl Tomasson         | 28            | VfB Stuttgart          | přestup            | 7,5 mil. Euro |

### Změny v kádru v zimním přestupovém období 2006[3]
| Přišli do týmu | Přišli do týmu    | Přišli do týmu      | Přišli do týmu | Přišli do týmu | Přišli do týmu     | Přišli do týmu | Odešli z týmu | Odešli z týmu      | Odešli z týmu       | Odešli z týmu | Odešli z týmu | Odešli z týmu | Odešli z týmu |
| Pozice         | Nár.              | Hráč                | Věk            | Odkud přišel   | Typ                | Cena           | Pozice        | Nár.               | Hráč                | Věk           | Kam odešel    | Typ           | Cena          |
| Z              | Gabon             | Catiline Aubameyang | 21             | FC Lugano      | návrat z hostování |                | Z             | Gabon              | Catiline Aubameyang | 21            | FC Chiasso    | hostování     |               |
| Ú              | Itálie            | Marco Borriello     | 23             | UC Sampdoria   | návrat z hostování |                | Ú             | Itálie             | Marco Borriello     | 23            | Treviso FBC   | hostování     |               |
| Ú              | Brazílie · Itálie | Márcio Amoroso      | 31             | São Paulo FC   | přestup            | zadarmo        | Ú             | Itálie · Austrálie | Christian Vieri     | 32            | AS Monaco     | přestup       | zadarmo       |

## Zápasy v sezoně 2005/06

### Serie A (Italská liga)
|              | ASC | CAG | CHI | EMP | FIO | INT | JUV | LAZ | LEC | LIV | MES | PAL | PAR | REG | ŘÍM | SAM | SIE | TRE | UDI |
| ------------ | --- | --- | --- | --- | --- | --- | --- | --- | --- | --- | --- | --- | --- | --- | --- | --- | --- | --- | --- |
| Utkání doma  | 1:0 | 1:0 | 4:1 | 3:0 | 3:1 | 1:0 | 3:1 | 2:0 | 2:1 | 2:0 | 4:0 | 2:1 | 4:3 | 2:1 | 2:1 | 1:1 | 3:1 | 5:0 | 5:1 |
| Utkání venku | 1:1 | 2:0 | 1:2 | 3:1 | 1:3 | 2:3 | 0:0 | 0:0 | 0:1 | 3:0 | 3:1 | 2:0 | 3:2 | 4:1 | 0:1 | 1:2 | 3:0 | 2:0 | 4:0 |

Tabulka
| Poř. | Tým                 | Z  | V  | R  | P  | VG | OG | B   |
| ---- | ------------------- | -- | -- | -- | -- | -- | -- | --- |
| 1.   | FC Inter Milán      | 38 | 23 | 7  | 8  | 68 | 30 | 76  |
| 2.   | AS Řím              | 38 | 19 | 12 | 7  | 70 | 42 | 69  |
| 3.   | AC Milán 2          | 38 | 28 | 4  | 6  | 85 | 31 | 58* |
| 4.   | AC ChievoVerona     | 38 | 13 | 15 | 10 | 54 | 49 | 54  |
| 5.   | US Città di Palermo | 38 | 13 | 13 | 12 | 50 | 52 | 52  |
| 6.   | AS Livorno Calcio   | 38 | 12 | 13 | 13 | 37 | 44 | 49  |
| 7.   | Parma FC            | 38 | 12 | 9  | 17 | 46 | 60 | 45  |
| 8.   | Empoli FC           | 38 | 13 | 6  | 19 | 47 | 61 | 45  |
| 9.   | ACF Fiorentina 2    | 38 | 22 | 8  | 8  | 66 | 41 | 44* |
| 10.  | Ascoli Calcio 1898  | 38 | 9  | 16 | 13 | 43 | 53 | 43  |
| 16.  | SS Lazio 2          | 38 | 16 | 14 | 8  | 57 | 47 | 32* |
| 20.  | Juventus FC 1       | 38 | 27 | 10 | 1  | 71 | 24 | 0*  |

Poznámky
- Z = Odehrané zápasy; V = Vítězství; R = Remízy; P = Prohry; VG = Vstřelené góly; OG = Obdržené góly; B = Body
- 1  Juventus FC přišla o všechny body (91) za korupční skandál.
- 2  AC Milán, ACF Fiorentina a SS Lazio přišli o 30 bodů za korupční skandál.

|  | Mistr ligy a Přímý postup do Ligy mistrů 2006/07 |
|  | Přímý postup do Ligy mistrů 2006/07              |
|  | Postup do 3. předkola Ligy mistrů 2006/07        |
|  | Přímý postup do 1. kola Poháru UEFA 2006/07      |

### Coppa Italia (Italský pohár)
| osmifinále - 1. zápas 29. listopadu 2005 | AC Milán                                                | 3 – 1  | Brescia Calcio | Stadio Giuseppe Meazza, Milán          |  |  |
| 21:00 SELČ                               | 26' Rui Costa 40' Alberto Gilardino 69' Christian Vieri | Report | 48' Alberti    | Diváci: 1.473 Rozhodčí: Nicola Rizzoli |  |  |
|                                          |                                                         |        |                |                                        |  |  |

| osmifinále - 2. zápas 11. ledna 2006 | Brescia Calcio                                                  | 3 – 4  | AC Milán                                                           | Stadio Mario Rigamonti, Brescia         |  |  |
| 21:00 SELČ                           | 38' Simone Del Nero 61 (pen.)' Luigi Di Biagio 71' Marek Hamšík | Report | 15' Clarence Seedorf 31' Filippo Inzaghi 49', 88 (pen.)' Rui Costa | Diváci: 2.633 Rozhodčí: Andrea Di Marco |  |  |
|                                      |                                                                 |        |                                                                    |                                         |  |  |

| čtvrtfinále - 1. zápas 25. ledna 2006 | AC Milán              | 1 – 0  | US Città di Palermo | Stadio Giuseppe Meazza, Milán          |  |  |
| 21:00 SELČ                            | 87' Alberto Gilardino | Report |                     | Diváci: 2.105 Rozhodčí: Stefano Farina |  |  |
|                                       |                       |        |                     |                                        |  |  |

| čtvrtfinále - 2. zápas 31. ledna 2006 | US Città di Palermo                             | 3 – 0  | AC Milán | Stadio Renzo Barbera, Palermo           |  |  |
| 21:00 SELČ                            | 10', 51' Mariano González 18' Andrea Caracciolo | Report |          | Diváci: 10.739 Rozhodčí: Nicola Ayroldi |  |  |
|                                       |                                                 |        |          |                                         |  |  |

### Liga mistrů UEFA 2005/06
Základní část
| Základní skupina E: 1. zápas 13. září 2005 | AC Milán                          | 3 – 1  | Fenerbahçe SK   | Stadio Giuseppe Meazza, Milán       |  |
| 20:45 SELČ | 18', 87' Kaká 89' Andrij Ševčenko | Report | 63 (pen.)' Alex | Diváci: 34.619 Rozhodčí: Mike Riley |  |
| Poznámky: Sestava: Dida – Kaladze, Maldini (K), Nesta, Cafu – Ambrosini, Pirlo (71. Serginho), Gattuso (71. Vogel) – Kaká – Ševčenko, Vieri (78. Gilardino) |                                   |        |                 |                                     |  |

| Základní skupina E: 2. zápas 28. září 2005 | FC Schalke 04                      | 2 – 2  | AC Milán                                | Arena AufSchalke, Gelsenkirchen    |  |
| 20:45 SELČ | 3' Søren Larsen 70' Hamit Altıntop | Report | 1' Clarence Seedorf 59' Andrij Ševčenko | Diváci: 53.425 Rozhodčí: Bo Larsen |  |
| Poznámky: Sestava: Dida – Maldini (K), Kaladze, Nesta, Cafu (77. Stam) – Gattuso, Pirlo, Seedorf – Kaká (74. Rui Costa) – Gilardino (71. Vieri), Ševčenko |                                    |        |                                         |                                    |  |

| Základní skupina E: 3. zápas 19. října 2005                                                                                                | AC Milán | 0 – 0  | PSV Eindhoven | Stadio Giuseppe Meazza, Milán          |  |
| 20:45 SELČ |          | Report |               | Diváci: 39.298 Rozhodčí: Konrad Plautz |  |
| Poznámky: Sestava: Dida – Kaladze, Maldini (K), Stam, Cafu – Gattuso, Pirlo, Seedorf (74. Serginho) – Kaká – Ševčenko (49. Inzaghi), Vieri |          |        |               |                                        |  |

| Základní skupina E: 4. zápas 1. listopadu 2005 | PSV Eindhoven        | 1 – 0  | AC Milán | Philips Stadion, Eindhoven           |  |
| 20:45 SELČ | 12' Jefferson Farfán | Report |          | Diváci: 40.000 Rozhodčí: Graham Poll |  |
| Poznámky: Sestava: Dida – Kaladze (46. Serginho), Maldini (K), Nesta, Stam – Gattuso (46. Jankulovski), Pirlo, Seedorf – Kaká – Gilardino (74. Ševčenko), Vieri |                      |        |          |                                      |  |

| Základní skupina E: 5. zápas 23. listopadu 2005 | Fenerbahce SK | 0 – 4  | AC Milán                           | Fenerbahçe Şükrü Saracoğlu Stadyumu, Istanbul |  |
| 20:45 SELČ |               | Report | 16', 52', 70', 76' Andrij Ševčenko | Diváci: 30.000 Rozhodčí: Terje Hauge          |  |
| Poznámky: Sestava: Dida – Serginho, Maldini (K), Nesta, Šimič – Gattuso (80. Vogel), Pirlo, Seedorf – Kaká (19. Rui Costa) – Gilardino (75. Vieri), Ševčenko |               |        |                                    |                                               |  |

| Základní skupina H: 6. zápas 6. prosince 2005 | AC Milán                       | 3 – 2  | FC Schalke 04                     | Stadio Giuseppe Meazza, Milán                           |  |
| 20:45 SELČ | 42' Andrea Pirlo 52', 60' Kaká | Report | 44' Christian Poulsen 66' Lincoln | Diváci: 43.816 Rozhodčí: Manuel Enrique Mejuto González |  |
| Poznámky: Sestava: Kalac – Serginho, Maldini (K) (31. Šimič, 79. Kaladze), Nesta, Stam – Gattuso, Pirlo, Seedorf – Kaká – Inzaghi (85. Gilardino), Ševčenko |                                |        |                                   |                                                         |  |

Konečná tabulka skupiny E